# Rada NATO-Rosja

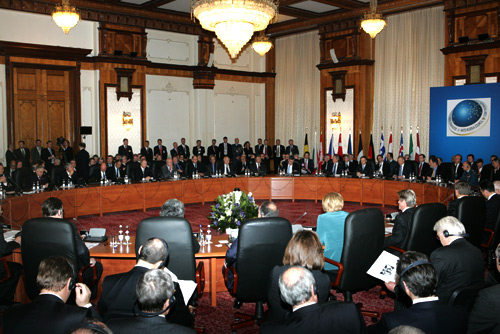
Spotkanie Rady NATO-Rosja w Bukareszcie, 4 kwietnia 2008

Rada NATO-Rosja (ros. Совет Россия-НАТО, СРН; ang. NATO-Russia Council, NRC; fr. Conseil OTAN-Russie, COR) – powstała w 2002 roku w Pratica di Mare na mocy ustaleń zawartych w Deklaracji Rzymskiej jako forum dla konsultacji w kwestiach związanych z bezpieczeństwem i współpracą pomiędzy państwami członkowskimi NATO oraz Federacją Rosyjską.

## Zadania i cele

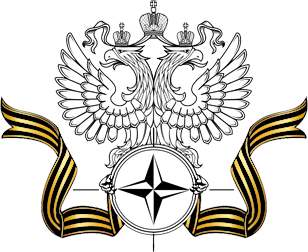

Deklaracja Rzymska z 28 maja 2002 roku wymienia następujące zadania NRC:
- Walka z terroryzmem,
- Zarządzanie w sytuacjach kryzysowych,
- Nierozpowszechnianie broni masowego rażenia,
- Kontrola zbrojeń oraz budowa wzajemnego zaufania,
- Obrona przeciwrakietowa teatru działań wojennych,
- Poszukiwania oraz ratownictwo morskie,
- Współpraca w dziedzinie wojskowości,
- Nadzwyczajne planowanie oraz reagowanie cywilne,
- Nowe wyzwania i zagrożenia.

## Struktura
Rada NATO-Rosja korzysta ze wsparcia 27 podległych jej organów, są to m.in. komitety, specjalne grupy robocze oraz tzw. grupy eksperckie.

## Działalność
W dniu 19 sierpnia 2008 roku z inicjatywy władz NATO, współpraca tej organizacji z Rosją w ramach Rady NATO-Rosja została zawieszona z powodu konfliktu zbrojnego pomiędzy Gruzją a Osetią Południową wspieraną przez wojska rosyjskie. Próba odbudowania relacji nastąpiła w trakcie szczytu NATO w Lizbonie w 2010 roku. Ostatnie spotkanie Rady NATO-Rosja miało miejsce w styczniu 2022, w trakcie gdy Rosja gromadziła swoje wojska wzdłuż granicy z Ukrainą.